# Calcopirita
Calcopirita (português brasileiro) ou Calcopirite (português europeu), do grego chalkós (cobre) e pyros (fogo),  é o mineral de cobre mais frequente na natureza, e o principal minério desse metal.
Pertence ao grupo dos sulfuretos.

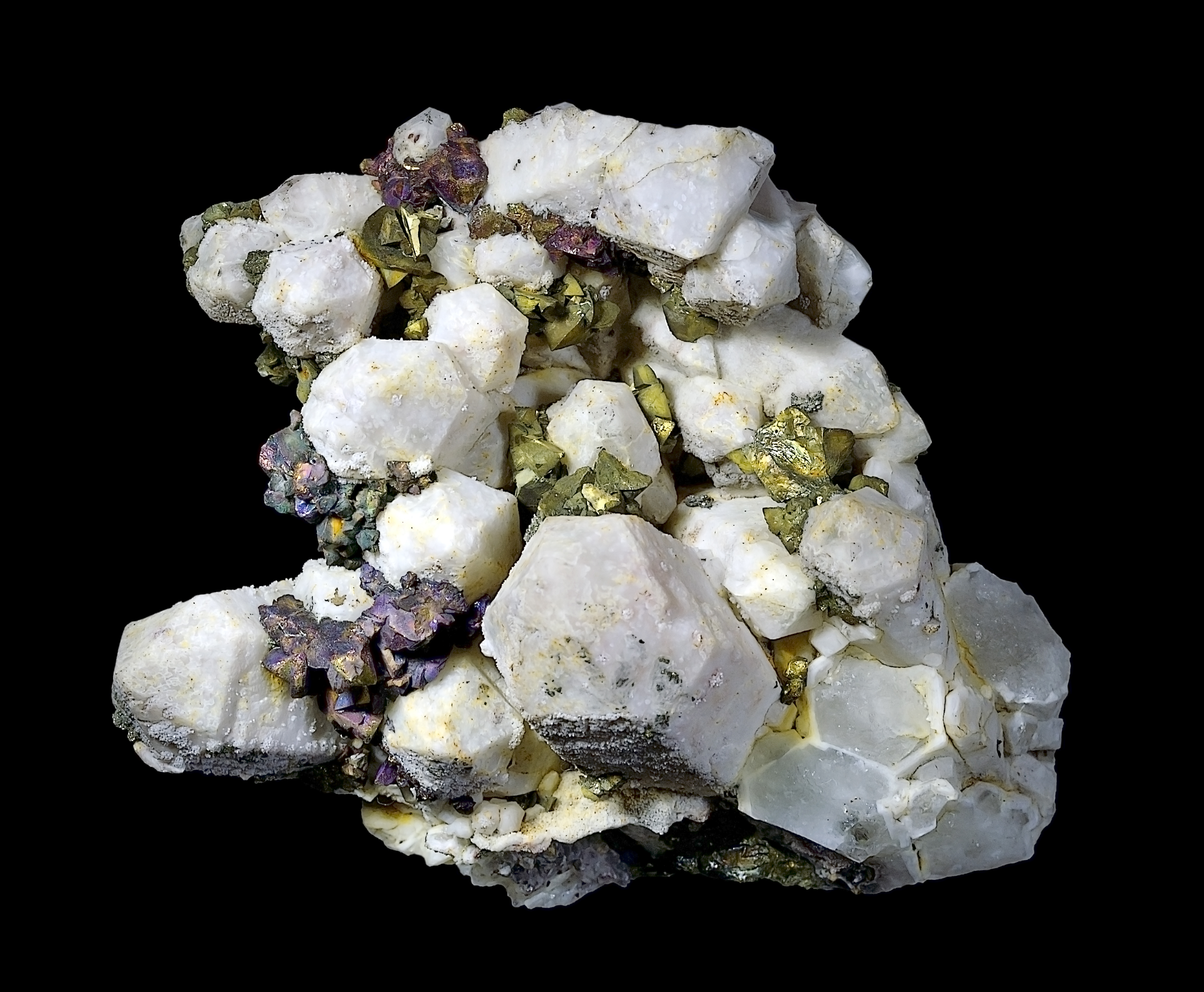
Calcopirita

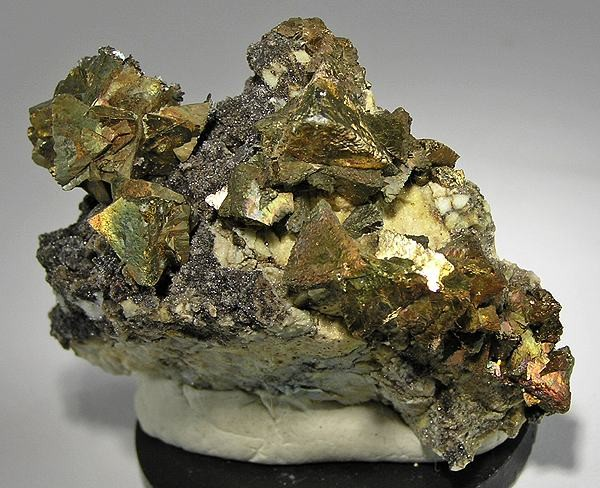
Calcopirite

É um sulfeto de cobre e ferro ( CuFeS2) que cristaliza no sistema tetragonal, originando pseudotetraedros e pseudo-octaedros, muitas vezes maclados. Com uma dureza na  escala de Mohs entre 3,5 e 4, tem traço preto-esverdeado e seu peso específico varia entre  4,1 e 4,3. Possui brilho metálico e tem uma cor amarelo-latão ou amarelo-ouro. Tem uma clivagem imperfeita segundo (112) e fractura concoidal ou desigual.
É parecida com o ouro, a pirrotita, a pirita e a marcassita, diferenciando-se destes minerais pela dureza, densidade, cor e traço.
A sua estequiometria assemelha-se bastante à do CuFeS2 ideal, sendo a sua estrutura semelhante à  da esfalerita, onde metade do zinco foi substituído por cobre e a outra metade por ferro. Para compensar a sua estequiometria, a celula unitária duplicou-se em relação à da esfalerita.
A sua formação costuma ocorrer em ambientes filonianos hidrotermais de alta temperatura, associada a outro tipo de sulfetos como a pirita, a esfalerita e a pirite, ou alguns minerais de níquel. Também ocorre como constituinte original das rochas ígneas; em diques pegmatíticos; nos depósitos metamórficos de contato e disseminada nas rochas xistosas. Pode ser encontrada também em rochas de metamorfismo de contato e em pláceres derivados da meteorização e erosão destas. Em rochas orgânicas, mais ou menos fossilizadas, a calcopirita pode aparecer sob a forma de fragmentos orgânicos, cristalizando na madeira e em partes duras de alguns organismos. Pode conter ouro ou prata, tornando-se um minério desses metais.